# Nakba

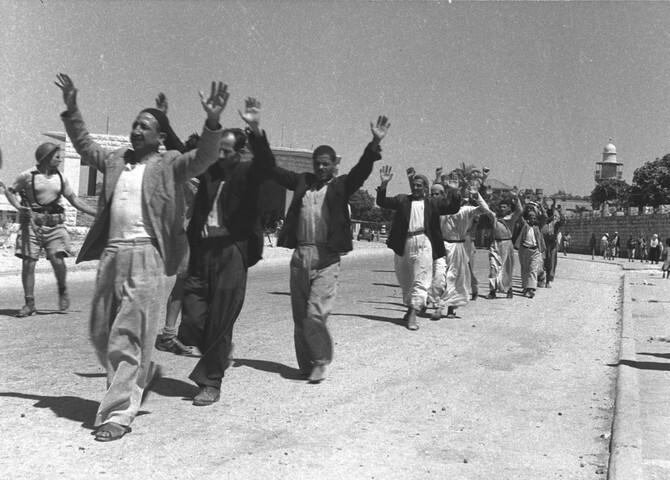
Palestijnen in de stad Ramleh geven zich over aan de Israëlische strijdkrachten tijdens de oorlog van 1948.

Palestijnen worden ontheemd na de val van Haifa door gewapende Haganah.

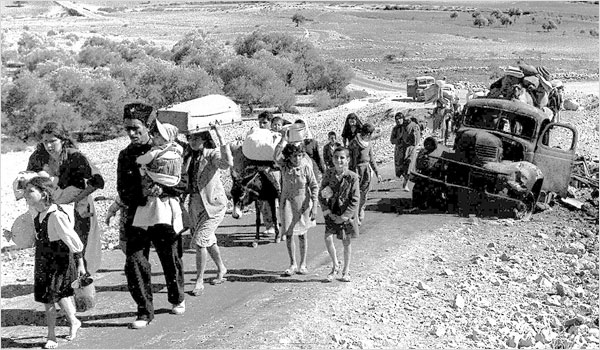
Palestijnse families vluchten uit Galilea, oktober – november 1948.

De Nakba of Al-Nakba/Al-Naqba (Arabisch: النكبة – 'De ramp' of 'De catastrofe') is de etnische zuivering van Palestijnen door de gewelddadige ontheemding en onteigening van hun land, eigendom en bezittingen, samen met de vernietiging van hun samenleving en de onderdrukking van hun cultuur, identiteit, politieke rechten en nationale aspiraties. Deze etnische zuivering vond plaats tussen 1947 en 1949 in het toenmalige Mandaatgebied Palestina.
In deze periode, mei 1948, werd door zionistische Joodse leiders de staat Israël uitgeroepen, een door de Zionistische Wereldorganisatie nagestreefd doel. Dat resulteerde in de Arabisch-Israëlische Oorlog van 1948. 
Ruim 500 Palestijnse dorpen, inclusief circa 100 Bedoeïenendorpen, werden verwoest, massaslachtingen en pogroms op de Palestijnse bevolking vonden plaats en meer dan 750.000 Arabische Palestijnen werden uit het door de zionistische milities veroverde gebied verdreven of moesten vluchten. De verdreven Palestijnen zochten als vluchtelingen een heenkomen in naburige Arabische landen. Zo'n twee derde van hen vluchtte naar de Gazastrook of de Westelijke Jordaanoever die tijdens die oorlog door respectievelijk Egypte en Transjordanië bezet waren.
Deze dramatische gebeurtenissen worden elk jaar door de Palestijnen herdacht op 15 mei, de 'Nakba-dag'.
Voor de Palestijnen is de Nakba nooit gestopt, een 'ongoing Nakba'. Want ook na 1948 en de militaire bezetting van de Westelijke Jordaanoever door Israël sinds 1967 worden Palestijnen regelmatig gedwongen huis en haard te verlaten. Vaak wordt hun woning als vorm van collectief straffen vernietigd of worden de bewoners zelfs gedwongen deze zelf te slopen. Hun levensomstandigheden worden door de Israëlische bezetter zeer bemoeilijkt, met name in de Jordaanvallei en Oost-Jeruzalem. De door Israël gebouwde Israëlische Westoeverbarrière doorsnijdt hun land, en dorpen worden afgesneden van hun landbouwgrond. Op Palestijns grondgebied worden door Israël religieus nationalistische Israëlische nederzettingen gebouwd, steeds verder uitgebreid en via kolonistenwegen met elkaar en met het grondgebied van de staat Israël verbonden.. Daarbij wordt de wapenstilstandsgrens door Israël niet gerespecteerd. Via 'facts on the ground' op de Westelijke Jordaanoever van Palestina dreigt Israël sinds 1967 steeds meer over te gaan op annexatie van de Westoever. Sinds 2005 is de Gazastrook, met acht Palestijnse vluchtelingenkampen, door Israël geheel militair ingesloten en gecontroleerd.

## Voorgeschiedenis
Na de publicatie van de Balfourverklaring, die het Verenigd Koninkrijk in de Eerste Wereldoorlog had opgesteld, kwam er tijdens het Brits Mandaat een massale immigratie op gang van Europese en Amerikaanse zionistische Joden, die zich in Palestina wilden vestigen om er een Joodse staat te stichten. De Arabisch-Palestijnse inwoners en de omringende Arabische landen verzetten zich tegen deze massa-immigratie in hun gebied – dat al eeuwenlang onder islamitisch bestuur stond – omdat zij tegen de vestiging van een Joodse staat waren.
Na jaren van onlusten tussen de westerse Joodse zionistische immigranten en de inheemse Arabische bevolking van Palestina besloot de Britse regering de toekomst van Palestina voor te leggen aan de Verenigde Naties. Een plan om Palestina op te delen in twee staten middels VN-resolutie 181 werd door de Arabische leiders afgewezen aangezien de Arabische staat minder land (42,9%) toebedeeld kreeg dan de Joodse staat (56,4%). Joodse groepen en milities als de Hagana, Irgun en Lechi, die door door de Britten als terroristische organisaties werden beschouwd, hadden intussen de verovering van Palestina voorbereid. 
Toen de Britten op 15 mei 1948 het mandaat over Palestina zouden beëindigen, riepen in de nacht van 14 mei de zionisten onder leiding van David Ben-Gurion de staat Israël uit. Daarop trokken legers van de Arabische buurlanden het gebied binnen om de Palestijnse bevolking te steunen in de strijd tegen de zionisten en Arabisch gebied veilig te stellen.
Na de wapenstilstand in 1949 waren er driekwart miljoen Palestijnse vluchtelingen verdreven of moesten vluchten uit het, door zionistische troepen en het reeds gevormde Israëlisch Defensieleger (IDF) veroverde gebied. Van de 850.000 Arabische Palestijnen die binnen de grenzen van de aangewezen Joodse staat woonden, bleven er nog 160.000 in het gebied. 
Met inachtneming van de voorgaande resoluties 181(II) en 194(III) werd Israël als vredelievende staat op 11 mei 1949 toegelaten tot het lidmaatschap van de Verenigde Naties met Resolutie 273(III).

## Systematische verdrijving van Palestijnen
De massale etnische verdrijving van Palestijnen uit hun geboorteland Palestina, om plaats te moeten maken voor Joodse westerse immigranten, vormt de kern van de Nakba. Deze verdrijving begon al lang voor de afkondiging van de staat Israël in 1948. Volgens Israëlische schattingen in een Hebreeuwstalig document van de geheime dienst Shai van 30 juni 1948, getiteld "Migration of Eretz Yisrael Arabs between December 1, 1947 and June 1, 1948", werden alleen al in deze periode van de Oorlog (tot 1 juni) 239.000 Palestijnen verdreven uit het gebied dat Israël op dat moment bezette. Uit de rest van Palestina, inclusief Jeruzalem, vluchtten zo'n 152.000 Palestijnen, wat volgens de Shai het totaal op 391.000 bracht. De massale vlucht begon in april-mei. Volgens het document was de uittocht voor circa 70% het gevolg van militaire acties van de Haganah en de paramilitaire troepen Irgun en Lechi. In deze periode vond onder meer het beruchte Bloedbad van Deir Yassin plaats en werd onder andere de gehele bevolking van Al-Tantoera verdreven nadat er, volgens ooggetuigen, ook daar een bloedbad zou hebben plaatsgevonden.
In het voorjaar van 1948 werden Palestijnse dorpen, zoals Al-Tantoera systematisch ontvolkt en meestal ook verwoest door troepen van de Haganah; na mei 1945 door de IDF die uit de Haganah was voortgekomen. Dat gebeurde met name in de "Operatie Nachshon" (5–16 april), "Operatie Bi'ur Hametz" (21–22 april) en "Operatie Namal" (april-mei). Deze etnische zuiveringen waren onderdeel van het Plan Dalet. Van april tot juni veroverden Joodse troepen district na district, waarbij hele dorpen met de grond werden gelijkgemaakt.
Na mei 1948 werden nog eens zo'n 350.000 Palestijnen uit Palestina verdreven bij de verovering van nog meer gebieden door het Israëlische leger. Onder meer door aanvallen op Lydda (al-Ludd) en Ramla (Ramleh), waarbij in juli in "Operatie Dani" (9-19 juli) de totale Arabische bevolking van beide plaatsen, op dat moment 75.000-100.000  burgers, werden vermoord of verdreven, Deze plaatsen waren in het VN-verdelingsplan toegewezen aan de te vormen Arabische staat.
Over de periode 1947-'48 werden in totaal zo'n driekwart miljoen Arabische Palestijnen, niet-Joden, verdreven.

## Roof en plunderingen
Tijdens de Nakba werden leegstaande Arabische woningen geplunderd en in bezit genomen. Israël heeft veel van de geroofde bezittingen, zoals boeken, brieven, documenten, foto's en films, in archieven en bibliotheken verzameld en weggestopt. 
Volgens historica Rona Sela, en maker van de documentaire Looted and Hidden: Palestinian Archives in Israël, begonnen de systematische plunderingen en beslagleggingen van Palestijnse cultuurgoederen al in de jaren 1930 – nog voor de stichting van Israël in 1948 – door de Haganah en gingen door tot recente jaren in de 21ste eeuw. 
In het verleden hadden activisten en onderzoekers ook al verzekerd dat Israël doelbewust essentiële documenten niet in de openbaarheid brengt om de Israëlische oorlogsmisdaden, inclusief slachtpartijen op grote schaal, gedwongen uitdrijvingen en huisverwoestingen, te verdonkeremanen. De Palestijnse archieven in Israël bevatten nooit eerder geziene afbeeldingen van de Palestijnse geschiedenis die het Israëlische leger uit archieven in Libanon gestolen heeft. Sela brengt ze aan het licht

## Verwoesting en ontvolking van woongebieden
Volgens historicus Benny Morris werden bijna 400 Palestijnse dorpen en een aantal steden verwoest of ontvolkt. De huizen die gespaard bleven, werden weggegeven aan Joodse immigranten en de dorpen en steden kregen een nieuwe – Israëlische – naam. 
Onderzoeker Salman Abu Sitta noemt daarenboven nog zo'n 100 bedoeïenendorpen.
Salman Abu Sitta, die in 1948 als 10-jarige met zijn familie uit de Beër Sjeva-regio werd verdreven, richtte de Palestine Land Society (Plands) op, die informatie verzamelt over de Nakba. Zijn website toont onder andere kaarten met de Palestijnse dorpen die tot 1948 bestonden en "The Atlas of Palestine", met gedetailleerde topografische kaarten. Aan de hand van oude kaarten wil Abu Sitta verwoeste dorpen heropbouwen. Hij ijvert voor de terugkeer van Palestijnse vluchtelingen en verklaarde dat dit niets van doen had met politiek, soevereiniteit, bezetting of apartheid. Palestijnen hebben geen doelen, maar rechten die niet aan anderen kunnen worden overgedragen en waar geen concessies aan kunnen worden gedaan.

### Greenwashing
De Israëlische NGO Zochrot heeft in 2014 een app uitgebracht met locaties en andere informatie over verwoeste en ontvolkte dorpen en vluchtelingenkampen. 
Op de verwoeste dorpen blijken door het Joods Nationaal Fonds bossen en parken te zijn aangelegd. onder meer als Nationaal park van Israël.

## De verdrijving
De meeste wetenschappers zijn het er over eens dat verdrijvingen en het geweld de primaire oorzaken waren voor de vlucht van de Palestijnen en tot de verantwoordelijkheid van de Israëlische troepen behoorde. Aan het begin van de oorlog, voordat de Arabische legers in mei 1948 het land binnen kwamen, waren al zo'n 250.00-380.000 Palestijnen verdreven. Het Israëlische leger benadrukte de actie als een militaire 'noodzaak'. 
   De wetenschappelijke consensus onder historici is dat, wat met de Palestijnen gebeurde in 1948 moet worden gezien als een etnische zuivering, hoewel sommigen het daar niet mee eens zijn.   Factoren die bij de vlucht een rol speelden, waren onder meer de directe verdrijvingen door Israëlische troepen, de vernietiging van Arabische dorpen, psychologische oorlogsvoering met inbegrip van terrorisme en bloedbaden zoals het veelbesproken bloedbad van Deir Yassin :239–240waardoor velen uit angst op de vlucht sloegen, oogsten in brand werden gestoken,   tyfusepidemieën in sommige gebieden die werden veroorzaakt door Israëlische vergiftiging van waterputten, en de ineenstorting van het Palestijnse leiderschap, met inbegrip van de demoraliserende impact van de vluchtende rijkere klassen.
Het officiële Israëlische narratief zegt dat de Palestijnen voornamelijk zijn gevlucht voor de oorlog en op bevel van de Arabische leiders, maar niet volgens een vooropgezet plan van de zionistische leiders. Onder invloed van de Nieuwe Historici is deze visie ten minste deels in twijfel getrokken. Benny Morris stelde in 2001 dat de vluchtelingencrisis uit de oorlog voortkwam, maar niet vooraf was gepland. Laila Parsons, die afstudeerde onder supervisie van Avi Shlaim, stelde juist dat de IDF handelde volgens een zorgvuldig gestructureerd plan om de Palestijnen te verdrijven, teneinde een levensvatbare zionistische staat te kunnen creëren. Ze wees er op dat dorpen van de Druzen selectief werden gespaard, in tegenstelling tot die van de Palestijnen en stelde dat de Israëlische geschiedschrijving en visies bewust zijn verdraaid, om een gemeenschappelijke historie van Joods-Druzische vriendschap te creëren.
Vlucht vanwege evacuatieorders van "Arabische instituties en bendes" ("Arab institutions and gangs") – wat volgens het Israëlische narratief de hoofdoorzaak was voor de massale vlucht – en "vrijwillige" vlucht, speelden volgens het migratiedocument van de Shai uit 1948 geen beslissende rol. Dit was slechts van invloed in circa 5% van de dorpen (geen aantallen genoemd), terwijl in totaal zo'n 70% vluchtte als direct gevolg van "Jewish military action". De Israëlische archieven bevatten Palestijnse en Arabische documenten waaruit blijkt dat het Palestijnen juist door de Arabische autoriteiten werd verboden om hun huizen te verlaten, op straffe van te worden doodgeschoten of in beslagname van hun huis.
De Joods-Israëlische nieuwe historicus Ilan Pappé beschrijft in zijn boek "The Ethnic Cleansing of Palestine" uit 2006 - o.a. gebruik makend van archiefmateriaal (o.a. Palmach archives, IDF-archives, Israeli State archives, Ben Gurion archives, Red Cross archives etc.) - dat er wel degelijk een plan was voor de verdrijving van de Palestijnse bevolking en hoe dit werd gerealiseerd. In zijn voorwoord schrijft hij o.a.: Op een koude woensdagmiddag, de 10e maart 1948, legde in dit gebouw (het Rode Huis in Tel Aviv) een groep van 11 man de laatste hand aan een plan voor de etnische zuivering van Palestina. Diezelfde avond nog gingen militaire orders uit naar de eenheden in het land om zich voor te bereiden op de systematische uitdrijving van de Palestijnen uit uitgestrekte gebieden van het land. Pappé doceert en woont in Engeland.

## Israëlisch perspectief
Nakba is een Arabische term, die de Palestijnse visie op de voor hen rampzalige gebeurtenissen in de oorlog van 1948 en de resultaten daarvan weerspiegelt. Voor de Palestijnen staan daarbij de verdrijving van de Palestijnse bevolking, de vernietiging van de Palestijnse/Arabische cultuur, de massale instroom van zionistische Joden en de stichting van de staat Israël centraal.
Israëlische Joden hebben vaak moeite met de term Nakba, omdat de oorlog voor hen juist het ontstaan van Israël mogelijk maakte en dus ook met een positieve gebeurtenis verbonden is. In plaats van als de Nakba, duiden zij deze periode liever aan als de 'Palestijnse exodus' – wat uittocht betekent – of als 'Palestijnse emigratie van 1948'. De traditionele Israëlische duiding is, dat de Palestijnen niet opzettelijk door de zionisten uit Palestina zijn verdreven, maar eenvoudig zijn gevlucht wegens de oorlog, of zelfs op bevel van Arabische leiders hun huizen hebben verlaten. Ilan Greilsammer stelt dat de Israëlische leiders een bevredigende verklaring voor de Nakba zochten, om de zuiverheid van de zionistische droom, de oorlog en de nieuwe joodse staat in stand te houden. Er ontstond daarom direct een centrale theorie, dat de Israëli's geen enkele verantwoordelijkheid droegen voor de Palestijnse ramp. Volgens dit narratief hadden Arabische leiders herhaaldelijk via de radio inwoners opgeroepen om tijdelijk hun huizen te verlaten en een onderkomen te zoeken in naburige staten. Nadat de Arabische legers Palestina zouden zijn binnengevallen, alle Joden gedood en hun lichamen in de zee geworpen, zouden de Palestijnen dan weer kunnen terugkeren. Volgens dit verhaal zouden de Palestijnen daarom zelf schuld zijn van de Nakba en de Israëlische regering geen enkele vluchteling hoeven te laten terugkeren. Het lot van de vluchtelingen werd gelijkgesteld met de immigratie van Joodse immigranten uit Arabische landen naar Israël en hun lijden vergelijkbaar.
Het Israëlische narratief dat de vlucht vooral vrijwillig was of op aandringen van Arabische leiders, wordt door historici als een mythe van de hand gewezen, omdat bijvoorbeeld uit Israëlische documenten uit 1948 blijkt dat in zo'n 70 procent van de gevallen geweld door joodse milities en later het Israëlische leger de directe aanleiding voor de vlucht zou zijn. Slechts in 5 procent van de gevallen was er volgens de documenten sprake van opdrachten van Palestijnse autoriteiten of milities. Ook de verklaring dat de Nakba het gevolg was van de Arabisch-Israëlische Oorlog, die uitbrak door de interventie van legers uit de Arabische buurlanden na het uitroepen van de staat Israël, wordt op grond van dezelfde documenten afgedaan als een mythe, omdat op 14 mei 1948 al zo'n 30 procent van de Palestijnse bevolking op de vlucht was gedreven.
In het Israëlische narratief wordt over het algemeen niet ontkend dat er in de Oorlog van 1948 zo'n driekwart miljoen Palestijnen uit Palestina zijn gevlucht en ook niet dat er toen vele Arabische dorpen zijn verwoest. Het aantal vluchtelingen wordt doorgaans lager geschat, dan in Palestijnse bronnen.
Vaak wordt gesteld dat er geen vooropgezet plan was om de Palestijnen te verdrijven, om zo plaats te maken voor een Joodse staat. De controverse over de term Nakba concentreert zich op de vraag of de grote massa van de Palestijnen in 1948 is gevlucht of verdreven. Israëlische narratief betwijfelt of een verdrijving heeft plaatsgevonden, betwijfelt of de IDF in de strijd ad hoc naar lokale omstandigheden heeft gehandeld, of dat daartoe centraal door de zionistische leiders opdracht is gegeven.
Volgens een Israëlisch-Arabische meerjarige studie uit 2014 wordt de herdenking van de Nakba in de Israëlische media meestal gezien als een manier om Israël te "delegitimeren" en zou daarom een bedreiging vormen. De mainstreammedia verdedigen het officiële standpunt van de staat dat de Palestijnse leiders in 1948 volledig verantwoordelijk waren voor de Nakba en dat Israël daarom geen enkele verantwoordelijkheid heeft voor het lot van de Palestijnen.
Onder Israëlische Joden was het begrip Nakba vrijwel onbekend tot in de late jaren 1980. Pas met de opkomst van de Nieuwe Historici vanaf 1987 kreeg de term bekendheid. Dat viel samen met de Eerste Intifada en het ontstaan van talrijke Israëlische organisaties die opkwamen voor Palestijnse rechten.

## Na de Nakba

### Lot van de vluchtelingen

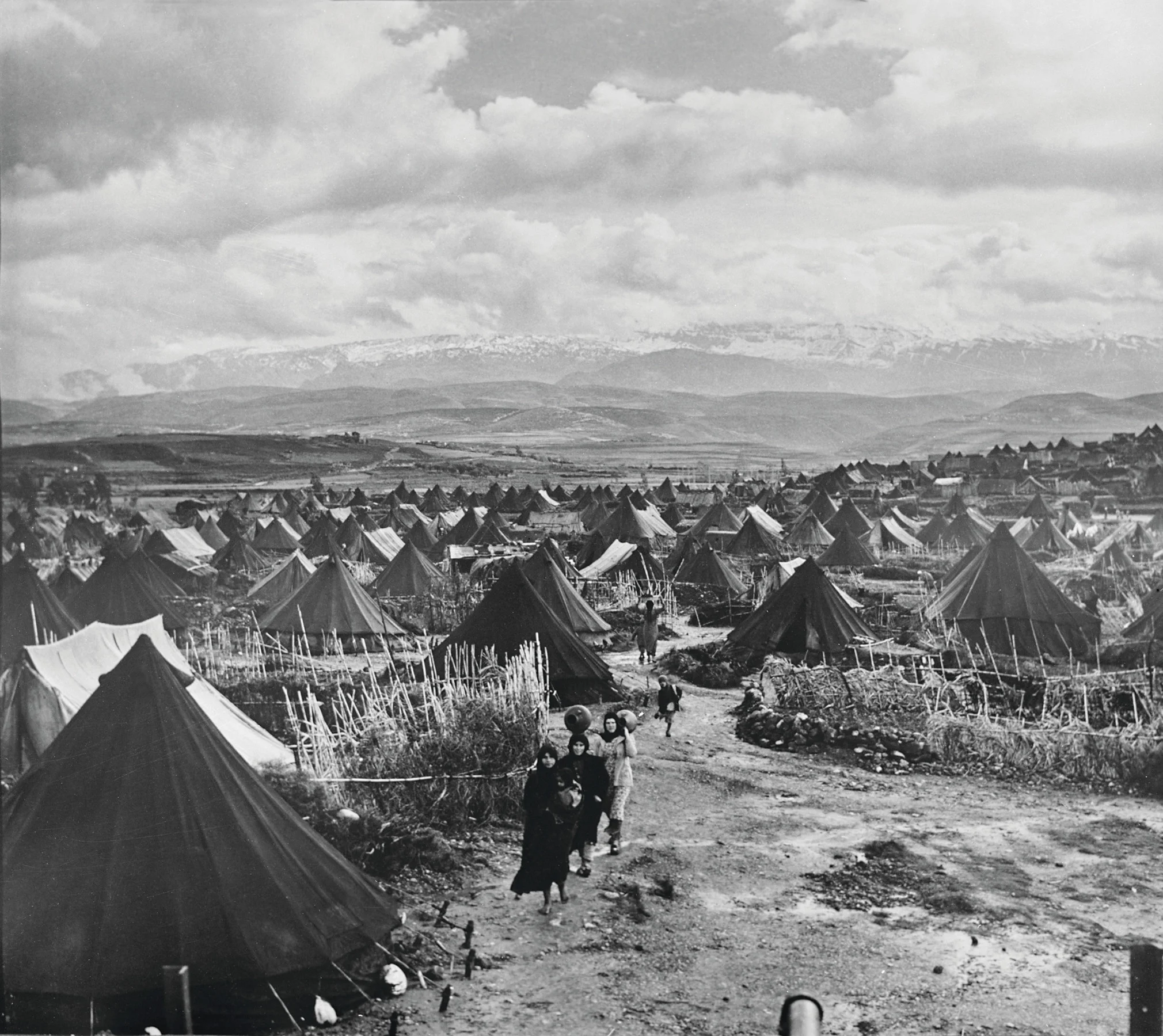
Vluchtelingenkamp Nahr el Bared in Libanon, 1952

De vluchtelingen kwamen terecht in Palestina zelf en in de omliggende landen en zijn sindsdien gehuisvest in vluchtelingenkampen. Hiermee ontstond het Palestijnse vluchtelingenprobleem. De UNRWA, de hulporganisatie van de Verenigde Naties is voor deze vluchtelingen opgericht.
In VN-resolutie 194 van december 1948, op grond van het rapport van VN-bemiddelaar Folke Bernadotte, riepen de VN de strijdende partijen op tot verzoening, waarin in paragraaf 11 de terugkeer van en schadevergoeding aan de vluchtelingen werd opgenomen. Israël wenste Resolutie 194 als één geheel te implementeren, terwijl de Arabische landen eisten dat eerst punt 11, de terugkeer van vluchtelingen, zou worden uitgevoerd. De resolutie werd nimmer uitgevoerd.

#### Oplossing van het vluchtelingenprobleem
Verreweg de meeste Palestijnen zijn voorstander van het Palestijnse recht van terugkeer. De Israëli's zijn hierover verdeeld. Het overgrote deel is tegenstander van terugkeer van de vluchtelingen, omdat dit het Joodse karakter van de staat zou aantasten. Een zeer gering deel van de Israëli's is van mening, dat de terugkeer noodzakelijk is om een einde aan het conflict te maken. Israël pleit voor een definitieve vestiging van de verdreven Palestijnen in andere landen en een opheffing van hun vluchtelingenstatus. Dat laatste is volgens het internationaal recht echter onmogelijk, omdat dit een individueel recht is en in strijd met VN-resolutie 194.
De Israëlische NGO Zochrot is voorstander van terugkeer en heeft tot doel het brede Joodse publiek bewust te maken van de Nakba en de voortdurende onrechtvaardigheden die daaruit zijn voortgekomen. Zij is van mening dat erkenning van het recht van terugkeer ook goed zal zijn voor de Joodse bevolking.

### Censuur over de Nakba
De Palestijnen en "Nieuwe Historici" verwijten de Israëlische overheid, systematisch informatie over de Nakba geheim te houden. In een systeem van censuur en geschiedsvervalsing, werd van origineel materiaal vaak de herkomst uitgewist en werden aanduidingen naar believen herschreven, bijvoorbeeld door Palestijnen aan te duiden als terroristen of bendes. Palestijnen zien deze censuur als onderdeel van een bredere trend van fysieke en culturele uitwissing sinds 1948. Daarnaast wordt ook materiaal geheim gehouden, dat details onthult over de behandeling van Palestijnen door Israël.
Historica Tamar Novick vond een incompleet document zonder vermelding van de herkomst, over bloedbaden en plunderingen in 1948 in het vernietigde Palestijnse dorp Safsaf, dat veroverd werd door de IDF. Benny Morris schreef over een document dat ging over dezelfde gebeurtenissen, maar Novick ontdekte na de publicatie daarover, dat het document op last van het Ministerie van Defensie weer achter slot en grendel was geplaatst. Ook Morris zelf ondervond, dat eerder openbaar gemaakte documenten later weer waren verzegeld.
Sinds 2002 hebben teams van het Ministerie de staatsarchieven doorzocht om historische documenten te verwijderen, met de focus op dossiers over de Nakba. Een geheime annex van een rapport handelt bijvoorbeeld over het aanvechten door de staat van landeigendom van Palestijnen en een rapport uit 1958 legt uit, dat het toepassen van de krijgswet (martial law) onder andere nodig was om de toegang van Arabische burgers tot de arbeidsmarkt te beperken en om het opnieuw opbouwen van vernietigde dorpen te verhinderen.
Een andere genoemde reden voor het verbergen van documenten is, om studies naar de oorsprong van het vluchtelingenprobleem te ondermijnen. Zoals het verhullen van getuigenissen over de verdrijving van meer dan 85.000 Bedoeïenen uit de Negev. Haaretz ontdekte, dat getuigenissen van IDF-generaals over het doden van burgers, het vernietigen van dorpen en het verdrijven van Bedoeïenen in het decennium na 1948 waren verborgen. Ook werden interviews door het Yitzhak Rabin Center, over de verdrijving van Palestijnen en het vernietigen van dorpen om hun terugkeer te verhinderen, gecensureerd.
Hoewel een deel van de documenten op internet openbaar is gemaakt, is veel nog altijd niet toegankelijk, ondanks het verlopen van de geheimhoudingstermijn.
In 2019 was nog maar 1 procent van het "IDF and Security Establishment Archive" – het grootste archief van Israël – voor het publiek toegankelijk. Dat van de Shin Bet is geheel geheim. Veel materiaal is alleen deels toegankelijk voor Israëlisch-Joodse onderzoekers. De Nationale Bibliotheek heeft zo'n 30.000 boeken, die niet toegankelijk zijn voor de meeste Palestijnen. Voor zover er databases van archieven zijn, zijn deze gewoonlijk alleen te doorzoeken in Hebreeuws en Engels, niet in Arabisch.

## Herdenking

### Nakbadag
Nakba Day (Nakbadag) wordt jaarlijks op 15 mei gehouden, zowel in Israël als in de bezette Palestijnse gebieden. Nakba Day werd in 1998 ingesteld door Yasser Arafat, die toen president was van de Palestijnse Autoriteit. Dit ter gelegenheid van de 50ste gedenkdag van de Nakba. In tegenstelling tot de Israëlische feestdag valt Nakba Day altijd op dezelfde kalenderdag.
Daags voor de eerste Nakbadag zei Benjamin Netanyahu provocerend, dat niet Israël, maar de Palestijnse leiding verantwoordelijk was voor de Nakba. Deze dag op 15 mei 1998 werd georganiseerd in Palestijnse steden en vluchtelingenkampen in de Bezette gebieden en in steden in Israël. Demonstraties in Israël liepen uit op confrontaties met de politie, waarbij vier Palestijnen werden gedood en 71 verwond. Sinds 2005 worden ook wel gezamenlijke Joods-Palestijnse acties ondernomen, hoewel de (anti-)Nakbawet van 2011 dit voor NGO's lastiger maakt.
Op Nakba Day wordt in Israël traditioneel de "Nakbamars" of "Mars van Terugkeer" georganiseerd op een van de plekken van de tijdens de Nakba verwoeste Arabische dorpen. Het is een voortzetting van een oude traditie van Israëlische Palestijnen, om op hun vrije dag op de Israëlische Onafhankelijkheidsdag een bezoek te brengen aan de plek van het verwoeste dorp van hun voorouders.
Afhankelijk van de Hebreeuwse kalender, kunnen de Israëlische Onafhankelijkheidsdag en Nakbadag op dezelfde dag vallen. In 2017 was dit het geval en kon de jaarlijkse "Mars van Terugkeer" niet doorgaan, omdat de politie een vergunning weigerde met het excuus dat er onvoldoende beveilingscapaciteit was. De organisatie vond echter dat de weigering politieke redenen had.
Palestijnen in Gaza organiseerden op 30 maart 2018 een alternatieve "Great March of Return". Die dag werd gekozen omdat sinds 1976 op 30 maart jaarlijks de herdenkingsdag "Land Day" wordt gehouden. Daarbij worden demonstraties in 1976 tegen grootschalige landonteigeningen in Israël herdacht, waarbij zes ongewapende Palestijnen werden gedood. Oorspronkelijk zou de Great March duren tot Nakba Day op 15 mei 2018, de 70ste herdenkingsdag van de Nakba. De wekelijkse protesten gingen echter ook daarna door.

#### Israëlische wetgeving tegen de herdenking van de Nakba
In maart 2011 keurde de Knesset de Nakba Law (Nakbawet) goed. Volgens deze wet kan staatssubsidie voor een openbare instelling worden ingetrokken, onder andere wanneer deze het bestaan van de Joodse staat afwijst, of de Onafhankelijkheidsdag van Israël (Independence Day) ziet als een dag van rouw. Palestijnen organiseren traditioneel manifestaties op Independence Day en op Nakba Day, bijvoorbeeld in de vorm van demonstraties voor het terugkeerrecht van de verdreven Palestijnen.
Aanvankelijk wilden de initiatiefnemers een wet maken die herdenking van de Nakba strafbaar zou stellen, met gevangenisstraffen van drie jaar. Dit voorstel had echter onvoldoende steun. Discussies rond de wet van 2011 maakten dat de Nakba in de Israëlische pers meer dan ooit tevoren in de belangstelling stond. De mensenrechtenorganisaties ACRI en Adalah, die tevergeefs beroep aantekenden tegen de wet, betoogden dat de tekst van de wet ten onrechte suggereert dat Nakba Day het bestaan van Israël ontkent en deze is bedoeld om Arabische burgers neer te zetten als gevaarlijk en niet loyaal aan de staat. Mensenrechtengroepen beschouwen de Nakbawet als een poging om de vrijheid van meningsuiting van de Palestijnen en hun recht op herdenking in te perken en zeggen dat het behoud van hun eigen historie en cultuur wordt belemmerd.

### International Day of Solidarity
De Verenigde Naties hebben in 1977, precies 30 jaar na VN-resolutie 181 – de eigenlijke oorsprong van de Nakba – 29 november uitgeroepen als de jaarlijkse International Day of Solidarity with the Palestinian People (Internationale dag van solidariteit met het Palestijnse volk). De organisatie daarvan is in handen van het VN-orgaan Division for Palestinian Rights (DPR). 
Op 30 november 2022 gaf de Algemene Vergadering van de Verenigde Naties in Resolutie 77/23 aan de DPR de opdracht activiteiten te organiseren ter herdenking van de 75ste verjaardag van de Nakba. Deze resolutie, ter ondersteuning van het werk van de DPR als geheel, werd aangenomen met 90 stemmen tegen 30 en 47 onthoudingen. Hij werd door geen enkel Westers land gesteund; Nederland stemde er tegen en België onthield zich van stemming.
Resolutie 77/23 resulteerde in een herdenkings-bijeenkomst en een concert op 15 mei 2023, en een expositie in het hoofdkantoor van de VN in New York. Van de expositie werd een on-line fotoboek uitgegeven.
In 2024 verzocht de Algemene Vergadering de DPR om deze activiteiten jaarlijks voort te zetten en herinneringen en getuigenissen te archiveren, naast de organisatie van de International Day of Solidarity.